# Hiodontoidea
Super-famille
Les Hiodontoidea sont une super-famille de poissons téléostéens. 

## Liste des familles
Selon ITIS:
- famille des Hiodontidae